# Kamenahalli, Holenarsipur
Kamenahalli là một làng thuộc tehsil Holenarsipur, huyện Hassan, bang Karnataka, Ấn Độ.